# 平陆朱总司令路居
平陆朱总司令路居位于中国山西省运城市平陆县曹川镇太寨村。

## 保护
2016年6月6日，平陆朱总司令路居公布为第五批山西省文物保护单位，近现代类，年代为民国二十八年（1939），编号5-170。	